# Il capriccio di un principe
Il capriccio di un principe è un film muto italiano del 1913 diretto e interpretato da Gennaro Righelli.